# John O'Neill
John Patrick O'Neill (Derry, 11 de março de 1958) é um ex-futebolista norte-irlandês que atuava como defensor.

## Carreira
John O'Neill fez parte do elenco da Seleção Norte-Irlandesa de Futebol, da Copa do Mundo FIFA de 1982 e 1986.